# Theridion miserum
Theridion miserum là một loài nhện trong họ Theridiidae.
Loài này thuộc chi Theridion. Theridion miserum được Tord Tamerlan Teodor Thorell miêu tả năm 1898.